# در کتابخانه
در کتابخانه یک نقاشی رنگ روغن از جان اف پتو است.